# Melnica (Petrovac na Mlavi)
Melnica (em cirílico:Мелница) é uma vila da Sérvia localizada no município de Petrovac na Mlavi, pertencente ao distrito de Braničevo, na região de Mlava. A sua população era de 924 habitantes segundo o censo de 2002.

## Demografia
| 1948  | 1953  | 1961  | 1971  | 1981  | 1991  | 2002 |
| ----- | ----- | ----- | ----- | ----- | ----- | ---- |
| 2 214 | 2 210 | 2 129 | 1 921 | 1 742 | 1 473 | 824  |